# Heaven & Earth (Yes)
Heaven & Earth è il ventunesimo album in studio del gruppo progressive rock britannico Yes. Pubblicato nel 2014, è il primo lavoro realizzato con il cantante Jon Davison, ed è l'ultimo registrato dallo storico bassista Chris Squire, deceduto nel 2015.

## Il disco
Il disco vede l'esordio del cantante Jon Davison al posto di Benoît David, che aveva a sua volta sostituito lo storico Jon Anderson nel precedente studio album Fly from Here ma poi aveva lasciato per problemi alla voce e di feeling con gli altri componenti.

## Tracce
1. Believe Again – 8:02 (Jon Davison, Steve Howe)
2. The Game – 6:51 (Chris Squire, Davison, Gerard Johnson)
3. Step Beyond – 5:34 (Howe, Davison)
4. To Ascend – 4:43 (Davison, Alan White)
5. In a World of Our Own – 5:20 (Davison, Squire)
6. Light of the Ages – 7:41 (Davison)
7. It Was All We Knew – 4:13 (Howe)
8. Subway Walls – 9:03 (Davison, Geoff Downes)

## Formazione
Yes
- Jon Davison – voce, chitarra acustica
- Steve Howe – chitarra, voce
- Chris Squire – basso, voce
- Geoff Downes – tastiera, voce
- Alan White – batteria, percussioni

Produzione
- Roy Thomas Baker – produzione
- Billy Sherwood –  missaggio e ingegneria del suono
- Maor Appelbaum - mastering
- Roger Dean - copertina

## Classifiche
| Classifica (2014)         | Posizione massima |
| ------------------------- | ----------------- |
| Austria                   | 56                |
| Belgio (Fiandre)          | 117               |
| Belgio (Vallonia)         | 50                |
| Germania                  | 23                |
| Finlandia                 | 45                |
| Paesi Bassi               | 41                |
| Regno Unito               | 20                |
| Stati Uniti               | 26                |
| Stati Uniti (independent) | 4                 |
| Stati Uniti (rock)        | 7                 |
| Stati Uniti (tastemaker)  | 13                |
| Svizzera                  | 29                |